# 유연 (전조)

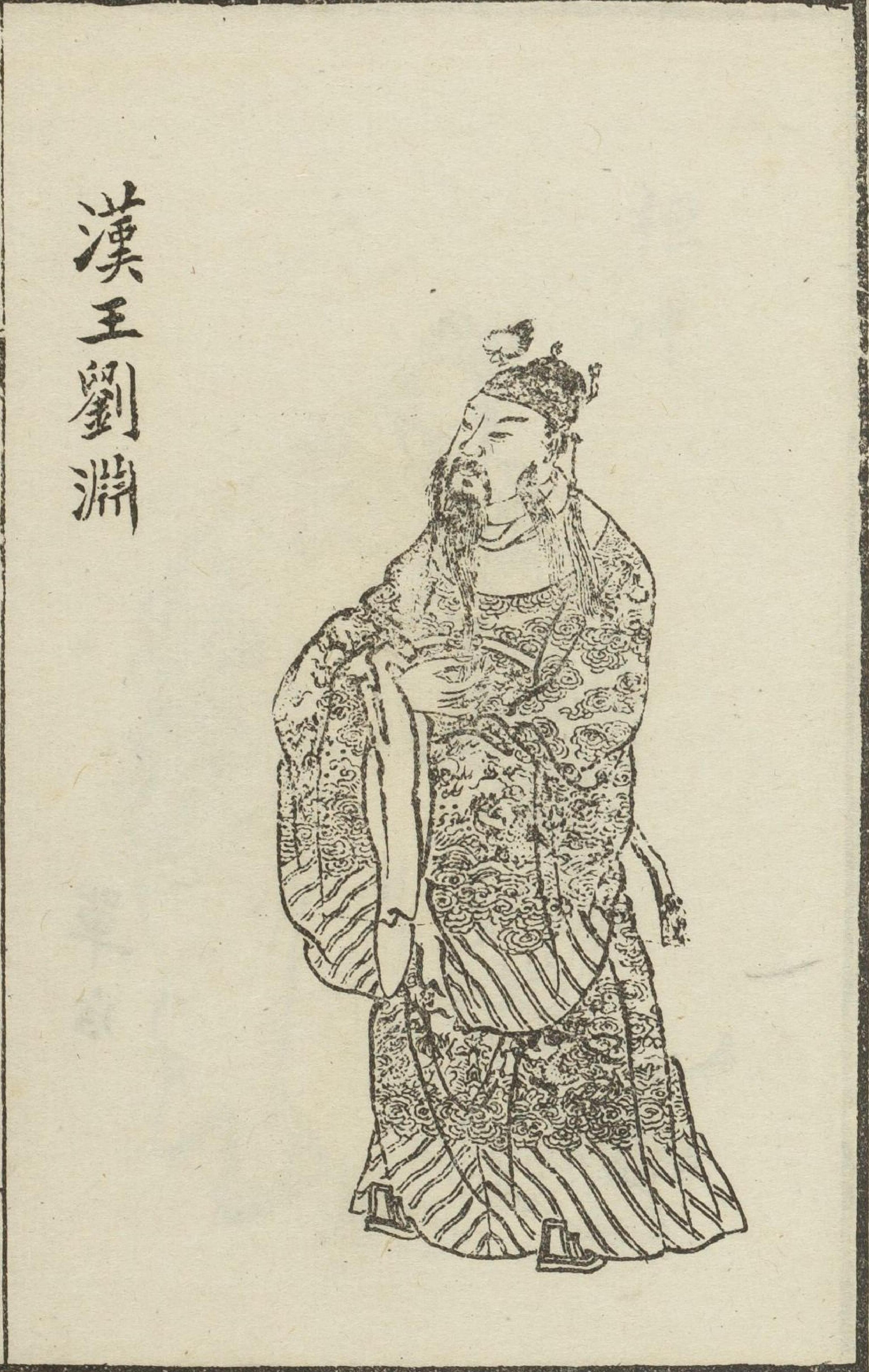
유연

한 고조 광문황제 유연(漢 高祖 光文皇帝 劉淵, 252년? ~ 310년)은 중국 오호 십육국 시대 한(漢, 훗날의 전조)의 초대 황제(재위 : 304년 ~ 310년)로, 자는 원해(元海)이며, 병주 신흥군(新興郡) 또는 서하군 습성현(隰城縣) 사람이다. 남흉노의 선우 어부라의 손자로, 좌현왕(또는 우현왕) 유표와 그의 본처 호연부인의 아들(적자)이다. 개국공신 대사공 호연익의 사위이기도 하였다.

## 생애
조위 가평(嘉平, 249년 ~ 254년) 연간에 태어났으며 어릴 때부터 비범하였고 최유(崔遊)에게 가르침을 받아 한족의 문화에 정통했으며 문무를 겸비했다. 삼국시대 말기에 인질로써 조위의 수도 낙양에 들어와 명사들과 교류하였다. 서진 초에 아버지 유표가 죽자, 뒤를 이어 흉노의 좌부수(左部帥)가 되었다. 태강(太康, 280년 ~ 289년) 말엽에 서진은 흉노 5부에 도위를 설치하였는데, 유연은 북부도위가 되었다. 유연은 북부도위로서 정치를 잘해서 5부 전체로부터 인정을 받았으며 서진에서 양(楊)씨가 집권하던 시기엔 5부 전체를 통괄하는 5부대도독이 되었다.
원강(元康, 291년 ~ 299년) 말엽에 서진에서 팔왕의 난이 격화되자 유연은 업에 세력을 두고 있던 성도왕 사마영에 의해 용병으로 고용되어 활동하였다.
304년 10월에 유연의 종조부인 좌현왕 유선(劉宣)은 여러 흉노 유력자들과 은밀하게 모의하여 유연을 대선우로 추대하였다. 이 소식을 몰래 전해들은 유연은 사마영을 속이고 업을 빠져나와 유선 등으로부터 대선우의 칭호를 받고, 이석에서 거병하였다. 뒤이어 좌국성(左國城)으로 거점을 옮겨 한왕(漢王)으로 즉위했고 건원하여 연호를 원희라고 하였다.
308년 10월에 황제로 즉위했고 연호를 영봉으로 개원하였다. 다음해 평양으로 수도를 옮겼고 하서로 개원하였다. 이후 서진의 수도 낙양을 공략하려 했으나, 뜻을 절반밖에 이루지 못한 채 병사했다.
《자치통감》에 의하면, 유연이 죽을 때 조카인 태재(太宰) 유환락(劉歡樂), 태부(太傅) 유양(劉洋), 태보 유연년(劉延年) 등을 불러들여 대사마·대선우·녹상서사(錄尙書事)였던 자신의 셋째 아들인 초왕 유총과 힘을 합쳐 황태자 유화를 잘 보필하라는 말을 남기고 죽었다고 한다. 향년 60세.
당 태종의 명에 따라 편찬된 《진서》에서는 고조의 휘를 피해 자인 유원해(劉元海)라고 표기하였다.

## 일화
- 큰 뜻을 품었고 관용이 풍부했던 영걸로 알려져 있다.
- 유연의 종제(從弟)이자 처남이었던 호연유(呼延攸)는 숙부이며 장인이었던 호연익의 아들이었다. 유연은 그의 무능하고 속물적인 인격을 꺼리고 싫어하여 결코 요직을 주지 않았다고 한다. 그런데 유화는 숙부 호연유와 사이가 매우 좋았기 때문에 숙부 호연유를 재상직에 앉혔다. 유화는 숙부의 조언에 따라 이복동생인 초왕 유총을 숙청하려 하다가 오히려 자신이 파멸을 맞이했다. 결과적으로 유연이 현명했다는 것이 밝혀졌고 호연유는 정치가로써는 무능했다는 것이 증명되게 된 것이다.

## 《후삼국지》에서의 유연
삼국지의 다음 시대를 배경으로 하는 소설 《후삼국지》에서 유연은 유선의 일곱째 아들 유거가 개명한 인물로 나오고 있지만, 정사의 기록은 아니다. 4세기 흉노·강족·저족이 나라를 세우면서 한족식 성씨를 사용한 것이다.
한편 역사적 사실로써, 유연은 (촉나라 마지막 황제였던) 유선에게 효회황제(孝懷皇帝)라는 시호를 올렸다. 하지만 이것을 가지고 혈연 관계를 단정짓는 우를 범하지는 말 것.

## 가계
- 아버지 : 유표
- 어머니 : 호연부인(呼延夫人, ? ~ 257년)
  - 본인 : 광문제 유연
  - 정실 : 호연황후(呼延皇后, ? ~ ?) - 첫 번째 황후. 호연익의 딸
    - 아들 : 양왕 → 폐제 유화

  - 정실 : 선황후(單皇后, ? ~ 310년) - 두 번째 황후. 저족 수령 선징(單徵)의 딸
    - 아들 : 북해왕 유애(劉乂, ? ~ 317년) - 막내아들

  - 측실 : 장부인(張夫人, ? ~ 313년)  - 사후 광헌황태후(光獻皇太后)로 추존
    - 아들 : 모(某, 봉호 미상)왕 유공(劉恭, ? ~ 310년)
    - 아들 : 초왕 → 소무제(昭武帝) 유총

  - 생모 불명의 자녀
    - 아들 : 제왕 유유(劉裕, ? ~ 310년)
    - 아들 : 노왕 유륭(劉隆, ? ~ 310년)
    - 양자 : 유요(劉曜)
- 생모 불명의 형제
  - 형 : 강도왕 유연년(劉延年, ? ~ ?)
  - 동생 : 위성헌왕(魏成獻王) 유웅(劉雄, ? ~ ?) - 자는 원영(元英).
  - 동생 : 안창왕(安昌王) 유성(劉盛, ? ~ 310년)
  - 동생 : 안읍왕(安邑王) 유흠(劉欽, ? ~ 310년)

## 참고 문헌
- 방현령 외, 《진서》, 진서 권101 재기 제1 유원해(劉元海)
- 사마광, 《자치통감》, 권80·81·82·83·84·85·86·87.
- 호삼성, 《자치통감음주》, 권80·81·82·83·84·85·86·87.
- 원추, 《통감기사본말(通鑑紀事本末), 권12·13.
- 백양(柏楊, 1920년 ~ 2008년), 《백양판 자치통감》
  - (대만) 백양 역 (1987년 6월). 〈사마탈권(司馬奪權)〉. 《현대어문판 자치통감》 [백양판 자치통감 (20) 사마씨, 권력을 빼앗다] (중국어) (20) 1판. 북경: 중국우의출판공사(中國友誼出版公司).
  - (대만) 백양 역 (1987년 6월). 〈팔왕지란(八王之亂)〉. 《현대어문판 자치통감》 [백양판 자치통감 (21) 팔왕의 난] (중국어) (21) 1판. 북경: 중국우의출판공사(中國友誼出版公司).
  - (대만) 백양 역 (1987년 7월). 〈대분열(大分裂)〉. 《현대어문판 자치통감》 [백양판 자치통감 (22) 대분열] (중국어) (22) 1판. 북경: 중국우의출판공사(中國友誼出版公司).
- 홍승현(洪承賢) (2023년 4월). “『십육국춘추집보(十六國春秋輯補)』 역주(譯註) Ⅰ ―『전조록(前趙錄)』  1(一) 유연(劉淵)―”. 《중국사연구》 (중국사학회) (제143집): 285-320. 2024년 11월 14일에 확인함.
- 홍승현(洪承賢) (2023년 6월). “『십육국춘추집보(十六國春秋輯補)』 역주(譯註) Ⅱ ―『전조록(前趙錄)』  2(二) 유연(劉淵)―”. 《중국사연구》 (중국사학회) (제144집): 243-269. 2024년 11월 14일에 확인함.
- 마쓰마루 미치오(松丸道雄) 외 (1996년 7월). 《世界歴史大系 中国史２》 [세계역사대계 중국사(2)]. 세계역사대계(世界歷史大系) (일본어) 1판. 도쿄: 야마카와출판사(山川出版社). ISBN 978-4-634-46160-4.
- 미사키 요시아키(三崎良章) (2002년 2월). 《五胡十六国: 中国史上の民族大移動》 [오호 십육국 - 중국 역사상의 민족 대이동]. 동방서선(東方書選) (일본어) 36 1판. 도쿄: 도호쇼텐(東方書店, 동방서점). ISBN 978-4-497-20201-7.

| 전임 (초대) | 제1대 전조 황제 304년~310년 | 후임 장남 폐제 유화 |